# Römischer Töpferei- und Ziegelbetrieb Prittriching
Der römische Töpferei- und Ziegelbetrieb Prittriching war eine kleine antike Produktionsstätte im Süden der raetischen Provinzhauptstadt Augusta Vindelicorum (Augsburg). Sie lag knapp 20 Kilometer Luftlinie vom Zentrum der römischen Kapitale entfernt am Ostrand der einstigen Lechauenlandschaft und rund 320 Meter östlich der katholischen Filialkirche Unserer Lieben Frau, die das historische Zentrum der oberbayerischen Gemeinde Prittriching bildet.

## Lage
Die kaiserzeitliche Produktionsstätte befand sich rund 540 Metern über NHN auf einer schmalen, leicht nach Westen abfallenden Terrasse an einem Hangfuß. Unmittelbar östlich erhebt sich eine rund zehn Meter steil ansteigende Geländekante, die auf einem siedlungsgeschichtlich hoch sensiblen Plateau mündet. Dort sind Hinterlassenschaften der Bronzezeit sowie ein Reihengräberfeld des frühen Mittelalters bekannt. Nur wenige Meter nördlich des Fundplatzes verläuft die Leitenbergstraße von Westen kommende durch einen alten Hohlweg auf das Plateau. Knapp vier Kilometer östlich kreuzen sich zwei bedeutende, nach Augsburg führende römische Straßentrassen. Die erste erschloss die Orte östlich des Lechs, führte weiter über Partanum (Partenkirchen) zum Brenner und nach Italien. Die zweite verband Augsburg mit Iuvavum (Salzburg). Der heute durch Wasserbaumaßnahmen gebändigte Lech führt rund 2,50 Kilometer westlich an der Fundstelle vorbei. Sein von Süden nach Norden verlaufendes Bett befindet sich in den rißzeitlichen Moränenablagerungen der Landsberger Platten, die von der Geländekante an der Leitenbergstraße begrenzt werden. Unmittelbar westlich der kleinen Terrasse mit den antiken Werkstätten fiel das Gelände in römischer Zeit noch um rund 20 bis 30 Grad ab, was sich nach Freilegung der weit verstreuten Ziegelreste verdeutlichte. Die Geoarchäologin Britta Kopecky-Hermanns konnte im Anschluss an diesen Bereich ein für die Antike sehr feuchtes Milieu konkretisieren, das den äußersten fluviatil erodierenden Ausläufern der einstigen Auenlandschaft des Lechs zuzuordnen ist. Lehmige und kiesige Bereiche wechselten mit kleinen Rinnen ab. Kopecky-Hermanns konnte aufgrund fehlender Anhaltspunkte zwar keine relativchronologische Abfolge der Sedimente vornehmen, doch zeichnete sich nun deutlich ab, dass in dem großen Bereich westlich der Fundstelle mit keinerlei Befunden mehr zu rechnen war. Breit geführte Suchschnitte bestätigten diese Annahme.

## Forschungsgeschichte
Das ursprünglich gerade noch in den bodendenkmalpflegerischen bronzezeitlichen Siedlungskontext gehörende Areal vor dem Hangfuß sollte auf vorsorglichen Beschluss des Bayerischen Landesamtes für Denkmalpflege hin nach dem Bekanntwerden der dort geplanten Erschließungsmaßnahmen einer archäologischen Prospektion unterzogen werden. Erwartet wurden eventuelle zeitlich passende Befunde, wie sie oberhalb der Geländekante kartiert waren. In diesem Zusammenhang konnte Peter Priadka, dem als wissenschaftlich-technische Assistenz sowie als stellvertretende Grabungsleitung der Augsburger Archäologe Lutz Kunstmann und aushilfsweise die Archäologin Marina Auer zur Seite standen, den an der Leitenbergstraße entdeckten Fundort vom 16. August bis zum 21. Dezember 2016 untersuchen. Neben der unmittelbaren Unterstützung durch das Landesdenkmalamt war auch die Gemeinde Prittriching intensiv in die Forschungen eingebunden. Nur durch deren finanziellen Einsatz können Funde der Grabung, darunter eine der einst zwischen den Luftzügen gesetzten Zungenmauern des Ziegelbrennofens, im Heimatmuseum besichtigt werden. Ein denkmalpflegerisch vertretbarer vollständiger Erhalt dieses Ofens hätte alle machbaren Kosten der Gemeinde übertroffen.
Jochen Haberstroh, Hauptkonservator und oberbayerischer Referatsleiter für praktische Bodendenkmalpflege am Landesdenkmalamt betonte 2018 bei der Eröffnung der Sonderausstellung für diese Ausgrabung in Prittriching, dass dieses Projekt 2016 zu den wichtigsten archäologischen Ereignissen in Bayern gehört hat.

## Baugeschichte
Das vollständig ergrabene Ensemble bestand aus zwei benachbarten Bereichen. Der Leitenbergstraße näher gelegen waren dies zwei kleine, freistehende runde Keramikbrennöfen mit nur einer gemeinsamen Arbeitsgrube, denen wenige Meter weiter südlich ein mächtiger, ebenfalls rundlich angelegter Keramikbrennofen folgte, dessen östliche Außenwandung unmittelbar in die steile Geländekante eingegraben worden war. In einer späteren Phase wurde dieser große Keramikofen zugunsten eines im Westen angebauten Ziegelbrennofens aufgegeben und sein westlicher Bereich teils vollständig, teils bis auf die verziegelte Lehmwanne des Unterbaus abgebrochen. Die drei Keramikbrennöfen wurden nach Ausweis der Befunde zunächst offenbar gemeinsam betrieben, bevor der Ziegelofen errichtet wurde. Ob dabei die beiden kleineren Öfen noch intakt waren, konnte nicht festgestellt werden. Ihr ausgezeichneter Erhaltungszustand scheint dies jedoch nahezulegen. Die geringen Mengen an keramischem Material, die bei dieser Grabung zu Tage kamen, ließen bisher auch keine nähere zeitliche Einordnung zu als in die römische Kaiserzeit. Alle in Prittriching dokumentierten Öfen sind typische Vertreter ihrer Art und waren in der römischen Welt weit verbreitet. So fand sich unter anderem im oberbayerischen Germering 1998 ein wesentlich kleinerer, aber im konzeptionellen Aufbau sehr ähnlicher Ziegelbrennofen, den die Gemeinde in situ unter einem Schutzbau erhalten konnte. Beispiele für die zwei Keramikbrennöfen, die von einer Arbeitsgrube aus genutzt wurden, sind auch aus Ungarn bekannt.

### Die Keramikbrennerei
Die beiden Keramikbrennöfen mit ihren gut erhaltenen, kreisförmigen Lochtennen, dem Teil der Öfen, auf dem einst das Brenngut gestapelt war, befanden sich nahe der Leitenbergstraße und wurden von einer gemeinsamen westöstlich orientierten Arbeitsgrube aus beheizt. Die längliche Grube war annähernd rechteckig angelegt worden und besaß abgerundete Ecken. Befund 3 schloss mit seinem vorgelagerten Schürkanal unmittelbar an die Ostseite der Arbeitsgrube an, während der Schürkanal des über Eck liegenden Befundes 2 nordöstlich orientiert war. Die beiden Lochtennen gehörten zum Typus der „stehenden Öfen“ und besaßen zur Zeit ihrer Nutzung während des Brandes eine Kuppel aus Lehm, die später zerschlagen wurde, um die fertig gebrannten Gefäße entnehmen zu können. Die Provinzialrömische Archäologin und Keramikspezialistin Katalin Ottományi sah die Nutzung einer gemeinsamen Grube für zwei Keramikbrennöfen als eine der besten Methoden für den abwechselnden effektiven Einsatz der Öfen an.

#### Lochtenne 3 (Befund 3)

Abb. 1: Befund 3 im zweiten Planum. Gut zu sehen ist die breite Verziegelung des anstehenden Bodens sowie die mit Lehm verfugte römische Baukeramik. Die verziegelte Spitze links weist zum Mundloch des Ofens

Die in Planum 2 ohne dem sie umgebenden thermisch belasteten Anstehenden rund 1,50 Meter durchmessende Lochtenne bestand aus tangential angeordneten, mehr oder minder fragmentierten Leistenziegeln (Tegulae) und mächtigen Ziegelplatten, wie sie beispielsweise als Überdeckung einer Suspensura Verwendung fanden. Zwei großflächig erhaltene Platten wiesen je eine kleine vor dem Brand intentionell angebrachte durchgehende Bohrung auf. Gut erhalten hatten sich die zwischen den Platten eingelassenen Zuglöcher. Die eigentliche Tenne wurde von einer darunter eingesetzten Zungenmauer getragen, die westöstlich orientiert war. Im Osten verband sich diese Mauer mit der runden Leibung des Ofens, während sie im Westen vor dem Schürkanal aussetzte, damit sich die Heißluft gleichmäßig in beiden Kammern verteilen konnte. Sowohl diese Mauer als auch die innere Wandung des Ofens waren von Hand dick mit Lehm verschmiert worden, worauf viele dicht an dicht liegende Fingerabdrücke und -wischer hinwiesen. Die aufgrund der thermischen Vorgänge rötlich verziegelte Oberfläche der Lochtenne selbst ließ darauf schließen, dass hier mit einer oxidierenden Brennatmosphäre gearbeitet worden war.

#### Lochtenne 2 (Befund 2)
Die zweite an diesem Fundort entdeckte Lochtenne war im Planum 2 mit einem Durchmesser von maximal 1,10 Metern die kleinste an diesem Platz. Auch dort sind die Maße ohne den ebenfalls in unterschiedlich gefärbten Stadien verziegelten Boden angegeben. Mit Ausnahme des Grundkonzepts einer Lochtenne besaß sie einen völlig anderen Aufbau und bestand aus wesentlich kleiner fragmentierten Platten, die hier radial zueinander angeordnet waren. Ihre Oberflächen hatten die Erbauer teils mit Lehm verschmiert. Auch im Unterbau wies Befund 2 eine andere Konstruktion auf, war hier doch lediglich eine singuläre mächtige Ziegelplatte als Träger der Lochtenne mittig verbaut worden. Deren Schmalseite wies zum Schürkanal hin. Die schwarz verfärbte Oberfläche der Tenne macht eine reduzierende Brennatmosphäre in diesem Befund wahrscheinlich.

#### Arbeitsgrube von Befund 2 und 3
Die gemeinsame Arbeitsgrube der beiden Lochtennen wurde in mehreren Plana dokumentiert. In ihrem oberen Bereich fand sich eine in massiver Form konzentrierte Schuttschicht an zerbrochenen Dachziegeln, was an eine kollabierte Überdachung denken lässt. Seitliche Pfostensetzungen, die zu einer solchen Konstruktion gehört haben müssen, konnten jedoch nicht nachgewiesen werden. In den darunter liegenden Plana mehrte sich anschließend eine starke Aschekonzentration, die von den Brennvorgängen stammte und nur noch kleinsten Ziegelbruch sowie Brandlehmflecken aufwies. Diese Ascheschicht dünnte in den unteren Plana aus und hinterließ im lehmigen Boden Verfärbungen, Holzkohle- und Brandlehmflecken.

#### Keramikfunde aus der Arbeitsgrube
In verschiedenen Plana kamen einige wenige Gefäßbruchstücke aus dem Boden, die teilweise zueinander passten. Die meisten Scherben stammten von heller, reduziert gebrannter Gebrauchskeramik, die scheibengedreht, glimmerhaltig und stark mit Sand gemagert war. Ihre rauen Oberflächen besaßen keinerlei Überzüge oder Engoben. Teile aus diesem Fundbestand wurden als Fehlbrände identifiziert. Am hervorstechendsten waren vier graue Fragmente eines zusammengehörenden Schulterumbruchs, von denen zwei in Randstücken mündeten. Unter einem umlaufenden Zierstrich besaßen die Wandstücke eine in Reihen dicht an dicht gesetzte Stempelverzierung, die aus einer liegenden ovalen Grundform bestand. Die im oben abgerundeten Segment des Ovals halbkreisförmig angeordneten kurzen Striche ließen an die Wimpern eines Auges erinnern. Diese „Augen“ wurden durch eine stehende U-förmige Umfassung begrenzt, was über das Gefäß betrachtet einen wabenförmigen Eindruck hinterließ. Insgesamt machten diese und einige der hellen Gefäßscherben den Eindruck, als könnten Ähnlichkeiten zu pannonischen Stücken bestehen. Besonders aber das Stempelmotiv weist gewisse Intentionen zu Stempeln auf römischer pannonischer Glanztonware auf. Hier könnten heruntergebrochene mediterrane Ziermotive wie Eierstäbe als Vorbild gedient haben. Eine nähere Zuordnung war mangels Vergleichsfunden bisher nicht möglich.

### Der Ziegelbrennofen mit seiner Vorgängeranlage

#### Lochtenne 1 (Befund 1)

Abb. 2, Befund 1: Der vollständige, mehrphasige Ziegelbrennofen mit seinen mehrere Plana umfassenden Grabungszonen

Nur wenige Meter weiter südlich der Keramikbrennstätte bestand zunächst eine mächtige, mit dem verziegelten Anstehenden in Planum 1 knapp 2,60 Meter von Nord nach Süd durchmessende rundliche Lochtenne für den Keramikbrand. Sie war mit ihrer östlichsten Flanke bereits tief in die steil ansteigende Hangkante eingegraben. Dieser Ofen, Teil des Gesamtbefundes 1, muss sowohl seine Arbeitsgrube als auch den Schürkanal an der Westseite besessen haben und entsprach mit dieser Situation der nördlichen Keramikproduktionsstätte. Das für den Bau der Lochtenne verwendete Material bestand aus zurechtgeschlagenen Tegulae sowie einigen intentionell zerschlagenen Tubuli, Hohlziegel, die eigentlich für den Warmluftabstrom und die gleichzeitige Erwärmung römischer Hauswände genutzt wurden. Für eine bessere Haftung des Wandverputzes besaßen diese Ziegel rautenförmige Ritzungen. Außerdem gehörten zum Baumaterial mächtige Ziegelplatten, die als Mörtelrillen eine tiefe, schachbrettartige Ritzung aufwiesen. Daneben gab es quadratische Platten, die unter anderem in Suspensurae als viereckige Pfeilerziegel eingesetzt wurden, sowie einige wenige zerbrochene Imbrices. Eine stark verziegelte Lehmschicht verband die einzelnen Bauteile. Die Lochtenne wurden von nordsüdlich verlaufenden Mauerzügen getragen, die zumeist aus länglich-rechteckigen Ziegelsteinen bestanden. Bei Bedarf waren diese Steine während des Einbaus zerschlagen worden. So konnten sie sich der sich nach unten stark verjüngenden Wanne der Ofenwandung anpassen. Um die Heißluft unter die Tenne zu leiten, besaßen die Züge mittig je einen kleinen Kragbogen, deren Decksteine bis knapp unter die Lochtenne reichten. Durch die Brennvorgänge war die Ofensohle sehr stark verziegelt.

#### Ziegelbrennofen (Befund 1)

Abb. 3, Befund 1: Blick in den erhaltenen Teil der großen, aus Lehmziegeln errichteten Lochtenne, die östlich des Ziegelbrennofens anschloss; ihr Inneres war teils verstürzt. Durch die große Hitze während der Brennvorgänge war die den Bau umgebende lehmige Ofensohle im anstehenden Untergrund thermisch stark belastet worden.

Abb. 4: Schnitt durch den Ziegelbrennofen

Abb. 5: Das Mundloch des Ziegelbrennofens nach Abnahme der den Überbau bildenden Ziegelschichten

Zu einem unbekannten Zeitpunkt während der römischen Kaiserzeit wurde die große Lochtenne aufgegeben, wobei dieser Ofen im Westen bis knapp über die Hälfte abgebrochen wurde. Auch die westliche Ofenwandung fiel dem Abbruch zum Opfer. Vor die erhalten gebliebenen Reste der Lochtenne wurde anschließend an der Westseite eine aus länglichen Ziegeln gesetzte durchgehende Wand errichtet (Abb. 4, Befund 108). Eine weitere Nutzung dieses Ofens war somit nicht mehr möglich, zumal der Abbruchschutt hinter diese Wand in den zerstörten Teil der Tenne geworfen und diese bis zum Rand damit verfüllt wurde.
Anschließend entstand, angesetzt an die neu errichtete Wand, ein großer, rund 5,80 Meter langer und 3,30 Meter breiter Ziegelbrennofen mit insgesamt zehn sich gegenüberliegenden, rund 0,90 Meter hoch erhaltenen Zungenmauern – je fünf im Norden und im Süden – die aus großen gebrannten Lehmziegelplatten bestanden (Abb. 4, Befunde 109, 110, 111, 112, 113). Leicht verschoben zur Achse des eigentlichen Ofens stand der breite, aus Dachziegeln gesetzte westliche Querriegel als Abschluss der Anlage, der auch das teilweise in den Anstehenden eingetiefte Mundloch für den Schürkanal enthielt (Abb. 4, Befund 101; Abb. 5, Befund 6/3). Vor diesem Mundloch wiederum hatten die Ofensetzer den eigentlichen, knapp 1,40 Meter langen Schürkanal aus großen Lehmziegeln errichtet, wobei an der Südseite dieser Verlängerung ein mit kleineren Lehmziegeln im Karree gesetzter, abgetrennter Bereich entstand, der einen Lehmboden besaß. Der Zweck dieser Einrichtung ist unbekannt. Bemerkenswert ist auch, dass die äußere aus Lehm bestehende Wandung des Ziegelbrennofens nahtlos mit der des alten, aufgegebenen Keramikbrennofens verbunden wurde. Es bleibt spekulativ, was mit dieser Verbindung bezweckt war und welcher Nutzung der Bereich des zugeschütteten Keramikofens nun unterlag. Im Bereich am Ausgang des Schürkanals fand sich ein starkes Paket mit Dachziegeln, das offensichtlich zur verstürzten Überdachung der Arbeitsgrube gehört haben muss. Die rund 2,90 Meter lange Grube selbst besaß die Form eines sich zum Schürkanal hin verjüngenden Bocksbeutels. Im Schnitt und im Planum wurden an der nördlichen Wandung der Grabung ein stark verziegelter rundlicher Befund sowie in gleichen Abständen zwei Gruben beobachtet, die sich von der Arbeitsgrube bis hinter die Lochtenne erstreckten. Diese könnten zu Pfostenstellungen gehört haben, die als Ständer Teil einer Überdachung des Ofens gewesen sind. Eine konkrete Dokumentation dieser Befunde wurde nicht vorgenommen.
Es fanden sich keine gestempelten Ziegel. Die rechteckigen Tegulae besaßen jedoch häufig an den schmalseitigen Kopfenden mittig angebrachte Wischmarken, die von den Ziegelstreichern mit den Fingern in den noch ungebrannten Ton gedrückt worden waren. Am häufigsten traten einfache, halbrunde Marken auf, seltener bestanden diese Marken aus Doppelhalbkreisen und nur wenige hatten eine schlaufenförmige Gestaltung. Wie an vielen anderen Fundorten auch, ließen sich in Prittriching Pfotenabdrücke von Katzen und Hunden auf den Leistenziegeln nachweisen. Die Maße einiger teils vollständig zusammensetzbarer Tegulae aus den Arbeitsgruben und insbesondere dem Vorbau des Ziegelbrennofens betrugen 0,51 × 0,41 Meter. Die Zahl der geborgenen Imbrices hielt sich stark in Grenzen. Von diesen konnte kein einziges Exemplar vervollständigt werden.

## Pferdeskelett
Wie die Medien sehr zügig berichteten, wurde östlich der Hangterrasse, unterhalb des Ziegelbrennofens im abfallenden Gelände, ein kleines, kopfloses Pferdeskelett dokumentiert, dessen Knochen zwar nicht der anatomischen Ordnung folgten, aber dennoch sehr kompakt zusammenlagen. Da um das Tier Ziegelbruchstücke der Produktionsstätte lagen, wird davon ausgegangen, dass das Pferd in einem zeitlichen Kontext zu den hangaufwärts liegenden Brennöfen stehen muss.

## Fundverbleib
Wichtige Funde der Ausgrabung, darunter eine geborgene Zungenmauer des Ziegelbrennofens (Abb. 4, Befund 113), werden im Heimatmuseum verwahrt, das im Schulhaus von Prittriching untergebracht ist.

## Denkmalschutz
Das Areal an der römischen Ziegelei sowie alle weiteren erwähnten vor- und frühgeschichtlichen Stätten sind als eingetragene Bodendenkmale im Sinne des Bayerischen Denkmalschutzgesetzes (BayDSchG) geschützt. Nachforschungen und gezieltes Sammeln von Funden sind erlaubnispflichtig, Zufallsfunde sind den Denkmalbehörden anzuzeigen.